# ألما ألين
ألما ألين (بالإنجليزية: Alma Allen) هو نقاش خشب ‏ أمريكي، ولد في 17 يونيو 1970.